# Комаровське городище
Комаро́вське городи́ще (Чибінькар) — середньовічне родо-племінне поселення Чепецької культури на території сучасної Удмуртії, (Росія). Знаходиться біля колишнього села Комарово Ярського району на правому березі річки Чепца.
Назва городища походить від імені Чибінь, сина Ебги, невістки богатиря Донди. Далі подана цитата з удмуртської легенди:
| Тогда она со своими приближенными основала Эбгакар, вероятно на границе тогдашних владений Донды; но и после этого она сохранила, повидимому, некоторые сношения со своим свекром, так как, когда] через несколько лет жизни она, неизвестно от кого, родила сына, то именно дед, Донды, был призван дать новорожденному имя. К крайнему гневу Эбги, Донды назвал своего незаконного внука: «Чибинь» (что по-вотски собственно значит: «комар», но в переносном смысле может значить «ничтожный человек, не заслуживающий уважения») и, дав ему в удел участок земли, подальше от своего города и даже вдали от города его матери (где и возник Чибинь-кар). |